# ناحیه وین، شهرستان گراندی، ایلینوی
ناحیه وین (به انگلیسی: Vienna Township) یک منطقهٔ مسکونی در ایالات متحده آمریکا است که در شهرستان گراندی، ایلینوی واقع شده‌است. ناحیه وین ۱۹۵ متر بالاتر از سطح دریا واقع شده‌است.